# IAcces
iAcces為一香港與台灣開發者共同合作完成的 iOS输入法，支持iPhone/iPod touch及iPad，由 iAcces Limited 公司於 2008年8月首度發行。
iAcces 包含了中國大陸、香港、台灣 10 多種的中文輸入法︰
- 倉頡
- 速成
- 注音
- 倚天注音
- 拼音
- 廣東拼音
- 嘸蝦米
- 大易
- 行列
- 筆畫
- 筆順
- 五筆
- 二筆
- 蒙恬手寫

除了開放性輸入法外，在具有版權的輸入法部份，iAcces 亦是 iOS 平台上唯一獲得行易（嘸蝦米）、大易（大易）與蒙恬技術支援及合法授權的文字輸入系統。

## 外部連結
- iAcces 首頁（页面存档备份，存于）